# Désafférentation
La désafférentation est l'absence totale ou partielle des sensations parvenant au cerveau.
Le phénomène de désafférentation peut entrainer la présence d'une « douleur de désafférentation », c'est-à-dire d'un malaise causé par l'affaiblissement ou la disparition de certaines sensations. On peut citer deux exemples de telles douleurs : le cas d'une personne amputée qui croit ressentir le membre manquant ou encore, certains acouphènes (impression de percevoir un son inexistant en réalité) liés à une baisse de l'audition.